# Mionelater
Mionelater là một chi bọ cánh cứng trong họ 
Elateridae.
Chi này được miêu tả khoa học năm 1963 bởi Becker.

## Các loài
- Mionelater planatus Becker, 1963